# Хэ (кана)
へ в хирагане и ヘ в катакане — символы японской каны, используемые для записи ровно одной моры. В системе Поливанова записывается кириллицей: «хэ», в международном фонетическом алфавите звучание записывается: /he/. へ также выступает в роли частицы падежа направления, в этом случае записывается кириллицей «э». В современном японском языке находится на двадцать девятом месте в слоговой азбуке.

## Происхождение
へ и ヘ появились в результате упрощённого написания кандзи 部.

## Написание
Примечание: оба знака практически идентичны, разница лишь в общей стилистике
 хираганы и катаканы: первая более сглаженная, вторая — более острая и рублёная.
|  |  |

## Коды символов вкодировках
- Юникод:
  - へ: U+3078,
  - ヘ: U+30D8.